# Douglas DC-8
El Douglas DC-8 es un avión de reacción cuatrimotor que Douglas fabricó entre 1959 y 1972. Posee fuselaje estrecho. El DC-8 situó a Douglas entre los mejores del mercado de la aviación, y se mantuvo en producción hasta 1972, cuando diseños de mayor capacidad, como el DC-10, hicieron que quedara obsoleto. Relegado a la segunda fila, los detalles del diseño del DC-8 le proporcionaron una buena ventaja en la faceta de carguero, frente a su competidor directo, el Boeing 707; posibilitando así que decenas de aviones DC-8 continúen en servicio hasta bien entrados los 2010, remotorizados y efectuando servicios de carga para diversas compañías, mientras que el último servicio comercial del 707 se produjo en el año 2000. Fue el mayor avión de fuselaje estrecho (de un solo pasillo) hasta 1999 cuando entró en servicio la versión 300 del Boeing 757.

## Desarrollo

### Antecedentes
En la postguerra de la II Guerra Mundial, Douglas mantenía una posición de liderazgo en el mercado de los aviones comerciales. Mientras que Boeing ya había marcado el camino de los modernos aviones comerciales de metal en 1933 con el 247, fue Douglas la que, más que ninguna otra compañía, había convertido los viajes aéreos comerciales en una realidad. Douglas fabricó una sucesión de aviones de motor de pistón durante las décadas 30, 40 y 50: 138 DC-2, 10928 DC-3 (la mayoría, para servicio militar durante la Segunda Guerra Mundial), 1453 DC-4, 537 DC-6 y 226 DC-7.
En el momento en que De Havilland fabricaba el primer avión de pasajeros a reacción, el Comet, en 1949, Douglas pensaba que aún no existía demanda suficiente para algo así. Otros competidores estadounidenses, como Lockheed y Convair pensaban lo mismo, imaginando que el cambio de los motores de pistón a las turbinas sería gradual, y que este cambio se dirigiría a los más eficientes en consumo, los motores turbopropulsados, más que a los motores de reacción. Las tres compañías trabajaron en un nuevo diseño de motores de pistón, prestando especial atención a la posible conversión a motores turbopropulsados en un futuro.
El primer Comet, modelo pionero de De Havilland, entró en servicio comercial en 1952. Inicialmente fue un éxito, pero una serie de accidentes fatales en 1953 y 1954 hicieron que al modelo se le prohibiera el vuelo hasta que las causas hubieran sido esclarecidas. Las aerolíneas cancelaron sus pedidos, la confianza de la gente en la idea del transporte aéreo con aviones de reacción se desplomó y le llevó cuatro años a De Havilland descubrir y solucionar el problema. Realmente, la causa de los accidentes del Comet no tenía nada que ver con los motores de reacción: se trataba de una rápida fatiga provocada en las esquinas de las ventanillas, por los esfuerzos cíclicos de someter a la cabina presurizada a cambios de presión al subir y bajar de altitud rápidamente. La dura lección de los accidentes del Comet fue inevitable, pero el mejor entendimiento del fenómeno de fatiga motivado por la investigación de estos accidentes jugaría un papel vital en los buenos índices de seguridad de modelos posteriores como el DC-8.
En 1952, Douglas se mantenía como el fabricante de aviones comerciales más exitoso. Tuvieron, al menos, 300 pedidos concretados para el DC-6 y su sucesor, el DC-7, modelos que aún no volaban y que tardarían dos años más en entrar en servicio comercial. Los desastres del Comet y la consecuente falta de interés por parte de las aerolíneas en los aviones de reacción parecían demostrar su acierto al continuar diseñando y produciendo aviones de hélice.

### Competición

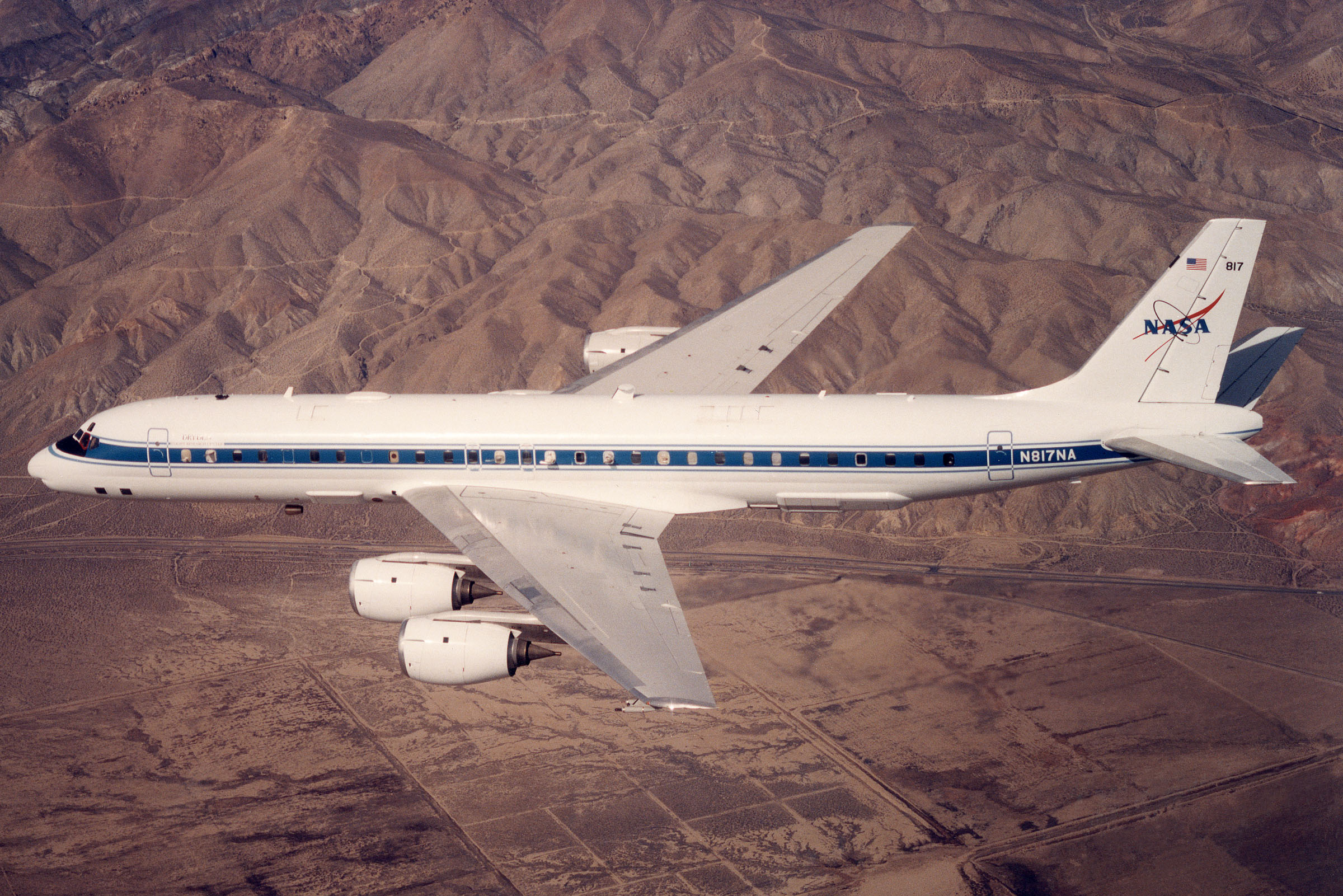
Un DC-8 de la NASA convertido en laboratorio volante, modificado con motores turbofán CFM56.

En contraste, Boeing dio el valiente paso de comenzar a proyectar un avión de reacción tan pronto como en 1949. La división militar de Boeing había obtenido gran experiencia con grandes aviones a reacción de gran alcance como el B-47 Stratojet (primer vuelo en 1947) y el B-52 Stratofortress. Boeing había desarrollado una estrecha relación con el Mando Aéreo Estratégico (Strategic Air Command, SAC) de la USAF, ya que tenía miles de sus grandes bombarderos de reacción pedidos o ya en servicio, así que podía contar con tener preferencia cuando llegase el momento de que el SAC reemplazase su flota de KC-97 Stratotanker.
Para Boeing, esto representaba una oportunidad de oro: una aeronave diseñada para proporcionar capacidad de reabastecimiento en vuelo para bombarderos estratégicos, podía ser transformada en una de transporte comercial con muy poco esfuerzo adicional. Boeing podía planear la construcción de una aeronave de pasajeros de la cual, se vendiese o no, la Fuerza Aérea pagaría la mayor parte de los costes de desarrollo.

## Diseño

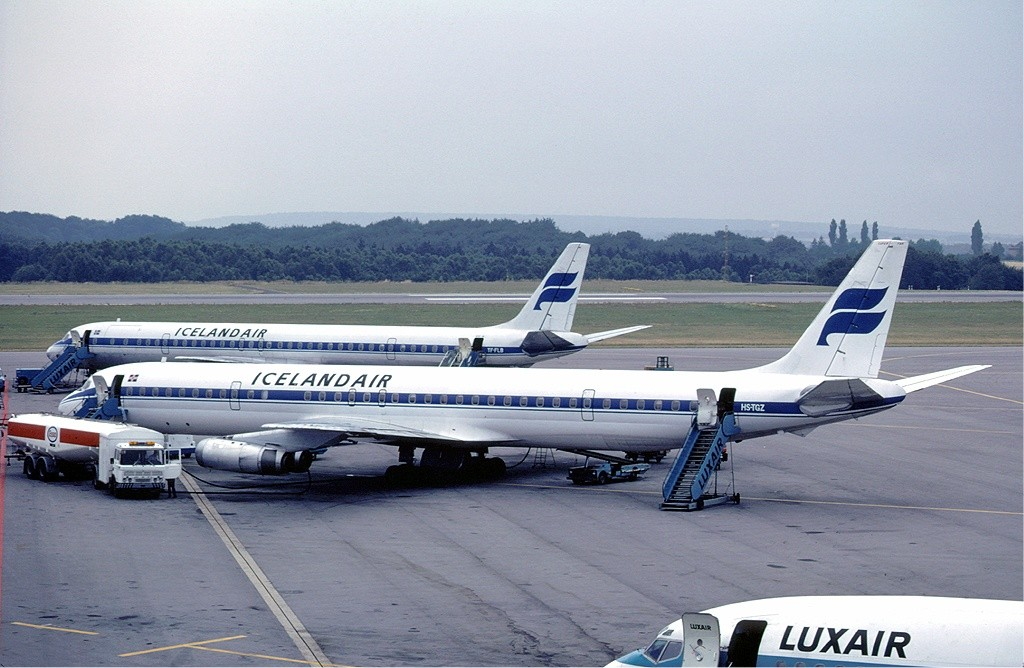
Dos DC-8 de la compañía Icelandair en el Aeropuerto de Luxemburgo, en 1983.

En 1952, Douglas se mantenía como el fabricante de aviones comerciales de más éxito. Tenían casi 300 pedidos en cartera del DC-6 y su sucesor, el DC-7, que todavía no había volado, y le quedaban 2 años para entrar en servicio. Los desastres del Comet, y la consecuente pérdida de interés de las aerolíneas por los turborreactores, parecían demostrar su acierto de continuar diseñando aviones con motor de explosión. De todos modos, con la mirada puesta en el mercado de aviones cisterna para la Fuerza Aérea de los Estados Unidos, Douglas comenzó secretamente a elaborar estudios de proyecto para un avión de transporte turborreactor a mediados de año, y a mediados de 1953 ya tenían decidido algo casi en forma final: un avión de 80 plazas, ala baja con cuatro turborreactores Pratt & Whitney JT3C, ala en flecha de 30 grados, y un diámetro interno de cabina de 3,35 m para acomodar a 5 pasajeros por fila. El peso máximo al despegue iba a ser de 85 t, y el alcance se estimó entre 4800 y 6400 km.
En Douglas estaban poco convencidos de este proyecto de avión de línea turborreactor, pero creyeron que el contrato para aviones cisterna de la Fuerza Aérea de los Estados Unidos (USAF) se adjudicaría a dos compañías, para dos modelos distintos de avión (como había ocurrido con varios contratos de aviones de transporte anteriormente). En mayo de 1954, la Fuerza Aérea de los Estados Unidos envió sus requerimientos para 800 aviones cisterna a Boeing, Douglas, Convair, Fairchild, Lockheed, y Martin. En ese momento, Boeing estaba a solo dos meses de tener ya un prototipo en el aire. Antes de que terminase el año, la Fuerza Aérea ya había realizado un pedido del primero de unos eventuales 808 aviones cisternas Boeing KC-135. Incluso dejando aparte la capacidad de Boeing de proporcionar un cisterna turborreactor rápida y puntualmente, el sistema de reabastecimiento en vuelo mediante pértiga usado por la Fuerza Aérea (introducido por primera vez con el KC-97) era también un producto Boeing: desarrollar el KC-135 había sido una apuesta segura de Boeing.
Solo cuatro meses después de publicar los requerimientos para sus aviones cisterna, la USAF hizo un pedido de 29 Boeing KC-135. Donald Wills Douglas estaba anonadado por la rapidez de la decisión que, según dijo, había sido tomada antes de que las empresas competidoras hubieran tenido tiempo de completar sus ofertas, y protestó ante Washington, pero sin éxito. La Fuerza Aérea de los Estados Unidos iba a comprar más de 800 aviones cisterna estratégicos a lo largo de los próximos diez años, y todos y cada uno de ellos a Boeing. En términos financieros, el Boeing 707 iba a ser rentable por muy mal que se vendiera, mientras que Douglas estaría falta de liquidez de entonces en adelante.
Ya que habían empezado el proyecto DC-8, Douglas decidió que era mejor continuar que abandonarlo. Varios cambios de diseño resultaron de las conversaciones con las aerolíneas: el fuselaje fue ensanchado 380 mm para permitir 6 pasajeros por fila y que fuese ligeramente más ancho que el 707. Esto motivó la adopción de un ala mayor y mayores superficies de cola, así como un fuselaje más largo. El coste del programa fue enorme; en su tiempo fue la apuesta empresarial más cara de cualquier clase jamás emprendida por una única empresa. Donald Douglas puso 450 millones de dólares de su propio bolsillo.
El DC-8 fue oficialmente anunciado en julio de 1955. Para empezar, se ofrecieron cuatro versiones, todas basadas en el mismo fuselaje de 45,9 m de longitud con un ala de 43 m de envergadura, pero con distintos motores y capacidad de combustible, con pesos máximos al despegue entre 120 y 135 t. El primer vuelo estaba planeado para diciembre de 1957 y la entrada en servicio para 1959. Conocedores de que su desarrollo iba retrasado por detrás de Boeing, Douglas comenzó un gran esfuerzo de marketing para vender su producto.

## Versiones

### DC-8 Serie 10
Fue diseñado para el mercado doméstico estadounidense. Estaba propulsado por turborreactores Pratt & Whitney JT3C-6. La versión original, el DC-8-11, tenía un diseño de punta de ala de gran resistencia, por lo que todos los modelos de este tipo fueron convertidos al DC-8-12. El DC-8-12 tenía nuevas puntas de ala mejoradas de menor resistencia, slats en el borde de ataque y un peso máximo incrementado de 120 a 123 toneladas. En total se fabricaron 28 DC-8 Serie 10.

### DC-8 Serie 20
El uso de los potentes turborreactores Pratt & Whitney JT4A-3 de 70,8 kN de empuje, permitió un incremento en el peso máximo hasta las 125 t. Se fabricaron 34 unidades de esta serie del DC-8.

### DC-8 Serie 30
Diseñados para rutas intercontinentales, combinaban los turborreactores JT4A con un incremento de un tercio en la capacidad de combustible y un fuselaje y tren de aterrizaje reforzados. El DC-8-31 fue certificado en marzo de 1960 con motores JT4A-9 de 75,2 kN de empuje y 136 t de peso máximo al despegue. El DC-8-32 era similar pero con un peso máximo de 140 t. El DC-8-33 certificado en noviembre de 1960, incluía motores JT4A-11 de 78,4 kN de empuje, una modificación de los flaps para permitir una posición de 1,5 grados para un crucero más eficiente, un tren de aterrizaje más robusto y 143 toneladas de peso máximo al despegue. Bastantes -31 y -32 fueron mejorados a este estándar. Se fabricaron 57 DC-8-30.

### DC-8 Serie 60
En abril de 1965, Douglas finalmente anunció tardíamente las extensiones del fuselaje para el DC-8, con tres nuevos modelos, conocidos como los Super 60. El programa DC-8 había estado en peligro de cierre con menos de 300 aviones vendidos, pero los Súper 60 trajeron una nueva vida. Para el momento en que la producción cesó en 1972, 262 DC-8 Super 60 habían sido fabricados. Con capacidad de acomodar a 269 pasajeros, el DC-8 era el avión de pasajeros más grande disponible, y así permaneció hasta que el Boeing 747 llegó en 1970. El DC-8-61 fue diseñado para alta capacidad y medio alcance.

### Super DC-8 (Serie 70)
Los Super DC-8-71, DC-8-72 y DC-8-73 fueron conversiones directas de los -61, -62 y -63, en los que sustituyeron los motores JT3D por los más eficientes turbofán de alta derivación CFM56-2 de 98,5 kN de empuje, unos nuevos carenados construidos por Grumman, junto con unos nuevos soportes para los motores y unas nuevas entradas de aire debajo del morro del avión. Los DC-8-61 que fueron convertidos en Super DC-8-71, requirieron modificaciones más extensas, porque el modelo -61 no tenía las mejoras de las alas ni la relocalización de los motores que sí tenían los modelos -62 y -63. Los pesos máximos al despegue seguían siendo los mismos, pero había una ligera reducción en la carga útil, debido a los motores más pesados. Los tres modelos fueron certificados en 1982 y un total de 110 ejemplares de la serie 60 fueron convertidos, hasta que el programa terminó en 1988. Air Canada, Delta Air Lines y United Airlines convirtieron sus DC-8 Serie 60 en Super DC-8-70 a través de programas internos llevados a cabo por sus respectivos departamentos de mantenimiento.

## Operadores
Aerolíneas y organizaciones que operan DC-8 a mayo de 2016:
- Skybus Jet Cargo (4)[2]
- Trans Air Cargo Service (3)[3]
- Samaritan's Purse (1)[4]

Organizaciones militares que operan DC-8 a mayo de 2016:
 Togo
- Gobierno de la República de Togo (1)[5]

 República Democrática del Congo
- Fuerza Aérea del Congo (1)[6]

### Antiguos Operadores

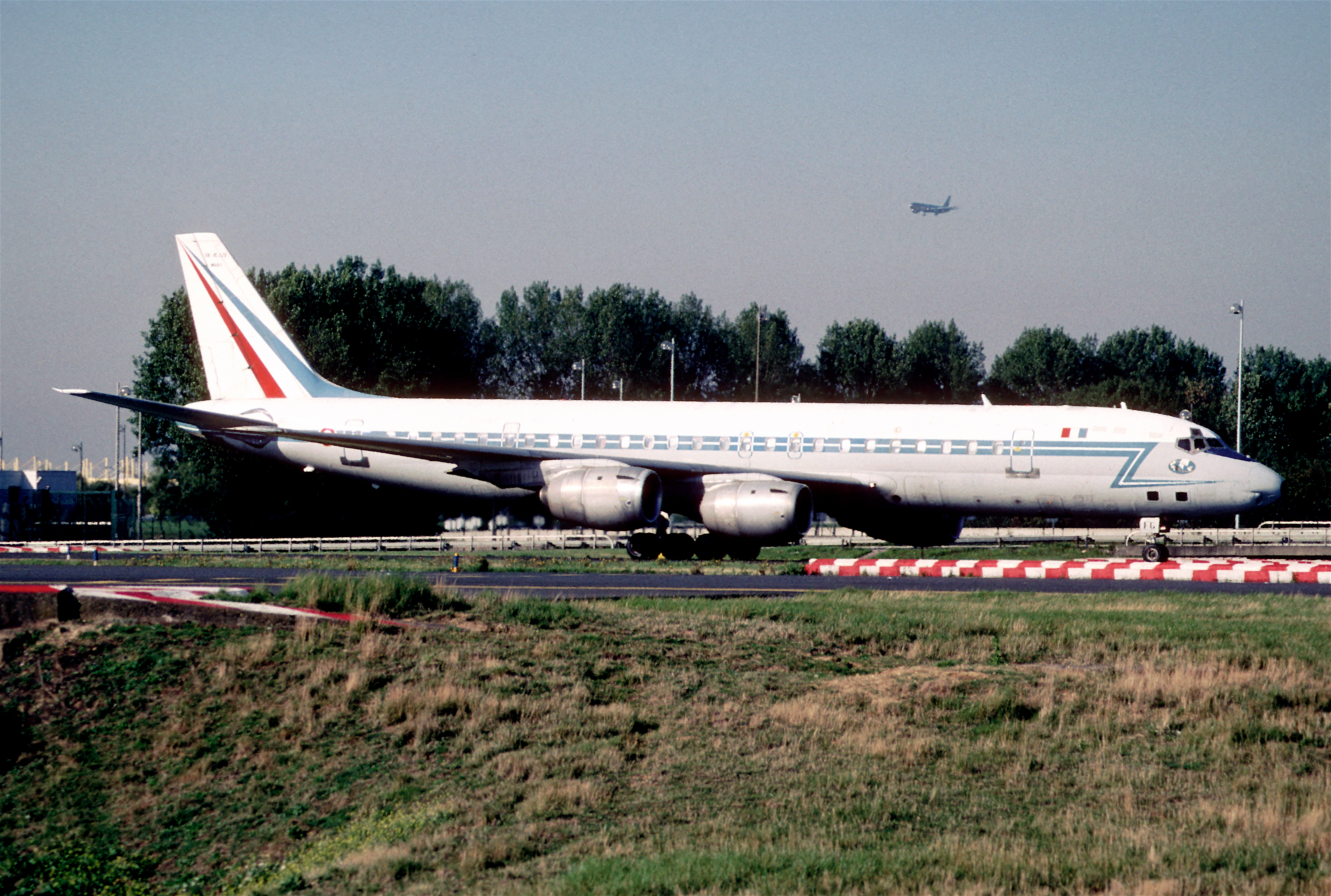
DC-8-72F del Ejército del Aire y del Espacio francés en el aeropuerto Charles de Gaulle en 2004

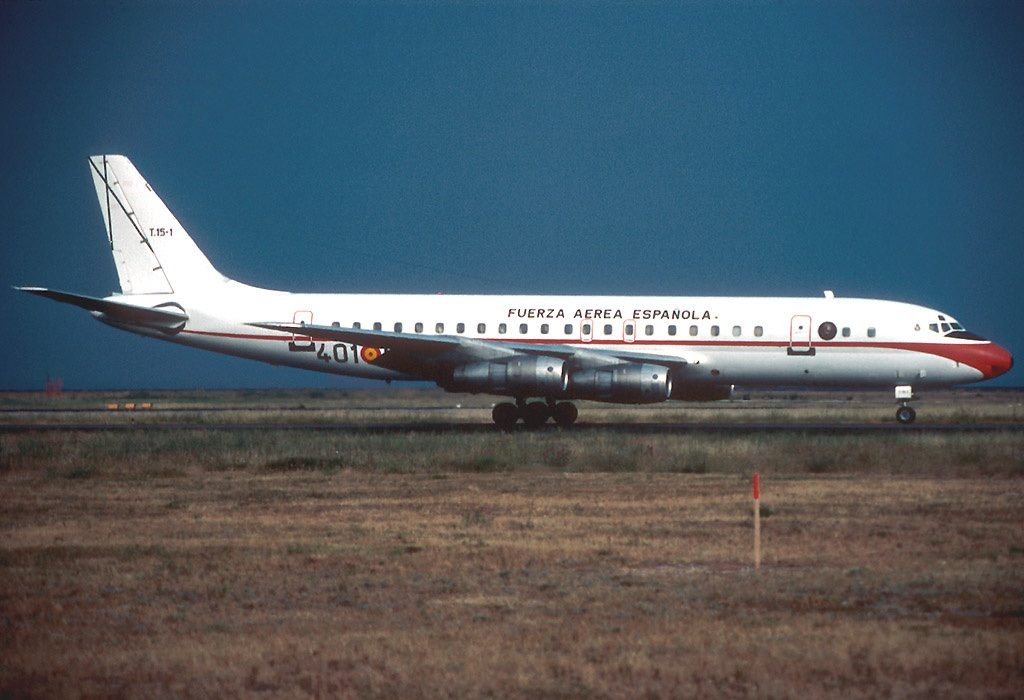
DC-8-52 del Ejército del Aire Español en el aeropuerto de Niza en 1982

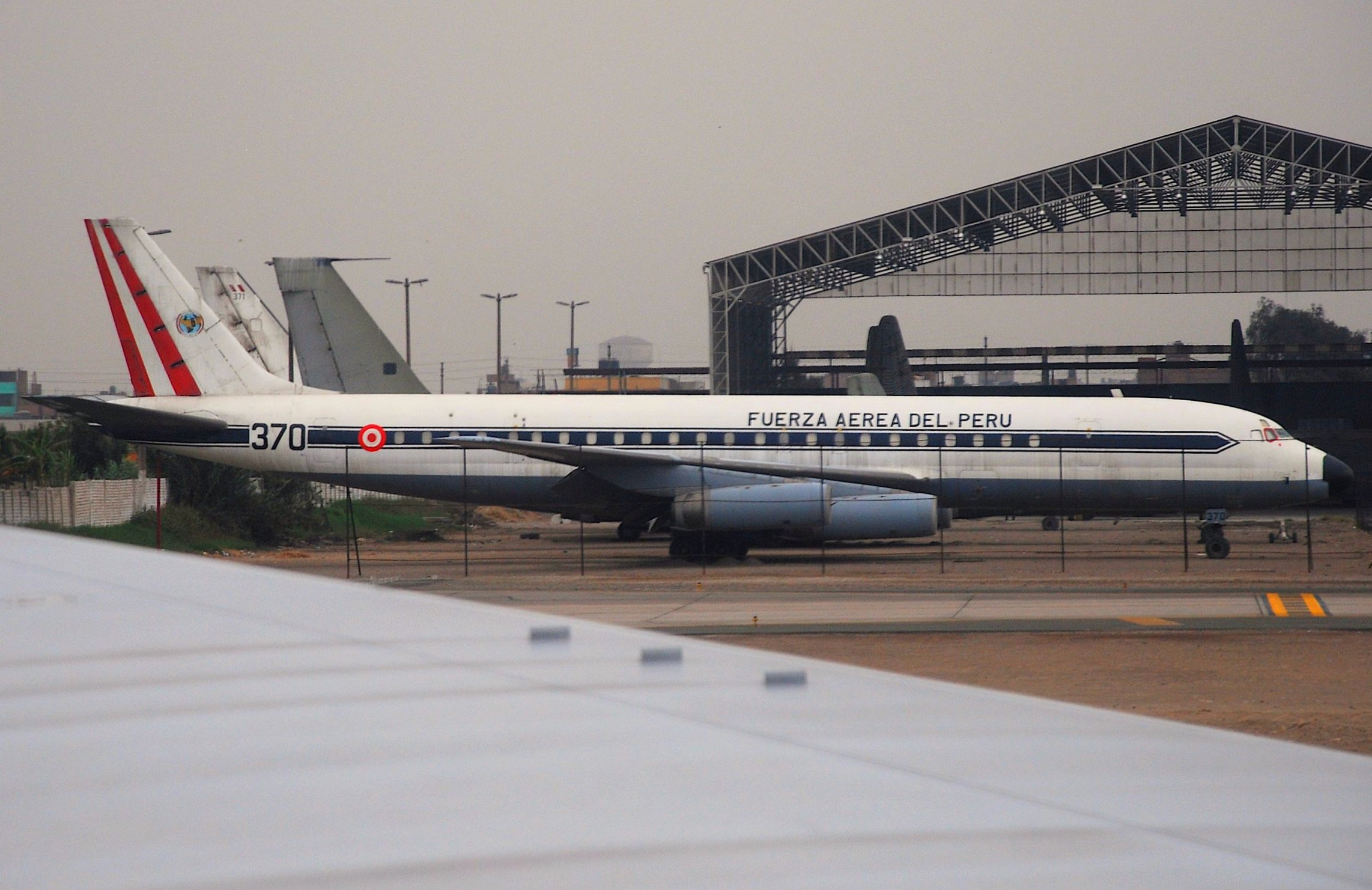
DC-8-62CF de la Fuerza Aérea del Perú almacenado en el aeropuerto de Lima en 2008

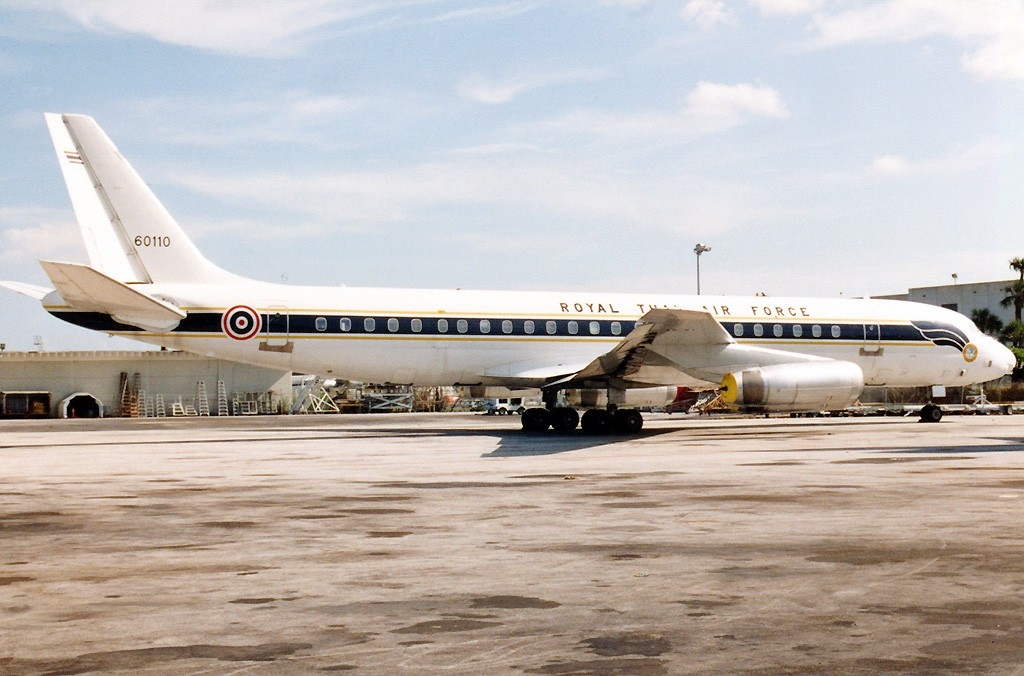
DC-8-62CF de la Real Fuerza Aérea Tailandesa

#### África
Argelia
- Air Algérie (24)[7]

 Egipto
- Egyptair (7)[8]

 Kenia
- Kenya Airways (2)[9]
- Ribway Cargo Airlines (1)[10]

 Libia
- Libyan Airways (6)[11]

 República Democrática del Congo
- flyCAA (1)[12]

 Sudán
- Sudan Airways (1)[13]

 Túnez
- Tunisair (2)[14]

#### América
Canadá
- Air Canada (43)[15]

 Estados Unidos
- Delta Air Lines (42)[16]
- Air Transport International (42)[17]
- ABX Air (16)[18]
- American Airlines (6)[19]
- National Airlines (N8) (4)[20]
- NASA (1)[21]
- International Air Response (1)[22]
- Freelandia (1)[23]

 Guatemala
- Aviateca (1)[24]

 Islas Caimán
- Cayman Airways (1)[25]

 México
- Mas Air (5)[26]

 Surinam
- Surinam Airways (5)[27]

 Venezuela
- VIASA (16)[28]
- Zuliana de Aviación (3)

#### Asia
Afganistán
- Kam Air (2)[29]

 Arabia Saudita
- Saudia (37)[30]
- Saudi Aramco (1)[31]

 Bangladés
- Biman Bangladesh Airlines (2)[32]

 Corea del Sur
- Korean Air (6)[33]

 EAU
- CFS Air Cargo (1)[34]

 Indonesia
- Garuda Indonesia (11)[35]

 Irán
- Iran Air (1)[36]

 Israel
- El Al (1)[37]

 Japón
- Japan Airlines (58)[38]

 Pakistán
- Pakistan International Airlines (5)[39]

 Tailandia
- Thai Airways (15)[40]
- Real Fuerza Aérea Tailandesa (3)[41]

#### Oceanía
Estados Unidos
- Hawaiian Airlines (11)[42]

 Nueva Zelanda
- Air New Zealand (8)[43]

#### Europa
Alemania
- Lufthansa Cargo (5)[44]
- Condor Flugdienst (1)[45]
- Lufthansa (1)[46]

 España
- Aviaco
- Iberia Líneas Aéreas de España
- Cygnus Air (3)[47]
- Ejército del Aire (España) (2)[48]

 Francia
- Ejército del Aire y del Espacio francés (7)[49]
- Air France (2)[50]

 Irlanda
- Aer Lingus (2)[51]

 Islandia
- Icelandair (17)[52]
- Air Atlanta Icelandic (1)[53]

 Italia
- Alitalia (27)[54]

 Luxemburgo
- Cargolux (13)[55]

 Países Bajos
- KLM (37)[56]

 Polonia
- LOT Polish Airlines (1)[57]

 Suecia
- Scandinavian Airlines System (29)[58]

## Apodos
- El Coloso, dado por los pilotos de Viasa a los DC-8-63, por su gran tamaño y largo alcance.

## Estadísticas

### Producción
Producción total: 556 ejemplares entre 1960 y 1972.
- DC-8-10, 28
- DC-8-20, 59
- DC-8-30, 52
- DC-8-40, 29
- DC-8-50, 162
- DC-8-60, 262

### Primer Vuelo
- DC-8-10: 30 de mayo de 1958.
- DC-8-20: 29 de noviembre de 1958.
- DC-8-30: 21 de febrero de 1959.
- DC-8-40: 23 de julio de 1959.
- DC-8-50: 20 de diciembre de 1960.
- DC-8-55: 20 de octubre de 1962.
- DC-8-61: 14 de marzo de 1966.
- DC-8-62: 29 de agosto de 1966.
- DC-8-63: 10 de abril de 1967.
- DC-8-71: 15 de agosto de 1981.
- DC-8-72: 5 de diciembre de 1981.
- DC-8-73: 4 de marzo de 1982.

## Accidentes e incidentes
- El 16 de diciembre de 1960, acaeció la colisión aérea de Nueva York de 1960, cuando un avión de este modelo de United Airlines chocó contra un Lockheed L-1049 Super Constellation de Trans World Airlines sobre el cielo de Nueva York, muriendo 134 personas. En su momento, fue el accidente de aviación comercial más grave de la historia.
- El 7 de julio de 1962, el vuelo 771 de Alitalia, un DC-8-43, se estrelló contra una colina al noreste de Mumbai, India. Los 94 pasajeros a bordo fallecieron. La causa del accidente se atribuyó a una serie de errores cometidos por el piloto de la aeronave.
- El 29 de noviembre de 1963, el vuelo 831 de Trans-Canada Air Lines, un DC-8-54, se estrelló durante el despegue desde el Aeropuerto Internacional Pierre Elliott Trudeau de Montreal, Canadá, debido a un posible fallo en los elevadores de vuelo, falleciendo 118 personas a bordo.
- El 4 de marzo de 1966, el vuelo 402 de Canadian Pacific Air Lines, un DC-8-43, se estrelló en el Aeropuerto de Haneda, en Tokio. Solo 8 personas sobrevivieron y 64 murieron en este accidente. La causa del accidente se atribuyó a un error del piloto, por errores de cálculo.
- El 8 de septiembre de 1970, el vuelo 863 de Trans International Airlines, un DC-8-63CF que estaba despegando en un vuelo de reposicionamiento (es decir, sin pasajeros), se estrelló en el despegue porque se le atascó el elevador, al haberse incrustado una piedra levantada por otro avión que despegó antes en la misma pista de despegue. Hubo 11 muertos.
- El 5 de mayo de 1972, el vuelo 112 de Alitalia, un DC-8-43, se estrelló en el Monte Longa, cerca de Palermo. Fallecieron sus 115 ocupantes. La causa se atribuyó a error del piloto.
- El 6 de julio de 1972, el vuelo 331 de Aviaco, operado con un DC-8 matriculado EC-ARA, se estrelló en las proximidades de la bahía de Gando, durante la fase de aproximación a su destino, el Aeropuerto de Gran Canaria, falleciendo sus 10 ocupantes.[59]
- El 18 de marzo de 1976, un An-24B de Cubana de Aviación colisionó en pleno vuelo con un DC-8 de la misma aerolínea. El Antonov se encontraba en un vuelo de entrenamiento, mientras el McDonnell Douglas realizaba maniobras de aproximación de un vuelo regular (CU455) hacia La Habana, desde Montreal. En la colisión, una sección del ala, junto a un motor del DC-8, fueron arrancados por la cola del aparato ruso. Mientras tanto, el Antonov perdió toda la parte trasera del fuselaje, quedando fuera de control, para posteriormente estrellarse, muriendo las 5 personas a bordo. El DC-8 logró aterrizar sin que ninguno de sus 28 pasajeros resultase herido, pero el avión no pudo ser reparado y fue desguazado en el Aeropuerto Internacional José Martí.
- El 6 de octubre de 1976, el vuelo 455 de Cubana, un DC-8-40, fue blanco de un atentado terrorista al régimen de Fidel Castro. Sus 73 pasajeros murieron cuando explosionaron las dos bombas que estaban a bordo del avión, una de ellas en el baño trasero.
- El 3 de marzo de 1978, el vuelo 565 de Iberia, un DC-8-63 con matrícula EC-BMX, toca pista muy tarde en el aeropuerto de Santiago de Compostela y en el momento de invertir motores y aplicar frenos comienza a patinar por una pista encharcada. Su comandante consigue finalmente frenarlo fuera de la pista, rompiéndose parte de la carlinga. Afortunadamente, gracias a la rápida intervención de los bomberos, que impidió que el avión pudiera explosionar, no hubo que lamentar víctimas mortales entre sus 210 pasajeros y 11 tripulantes, aunque 70 pasajeros resultaron heridos, 10 de ellos de gravedad. La causa del accidente se atribuyó al aquaplanning.[60]
- El 28 de diciembre de 1978, el vuelo 173 de United Airlines se quedó sin combustible después de sufrir un problema en el tren de aterrizaje. El DC-8-61 realizó un círculo en las proximidades de Portland y se estrelló, muriendo 10 personas e hiriendo gravemente a 24 de las 189 personas a bordo. Según la NTSB, la tripulación no pudo comprobar el estado de combustible, provocando que el avión se estrellara.
- El 12 de diciembre de 1985, el vuelo 1285 de Arrow Air, un DC-8-63, se precipitó a tierra poco después de despegar del aeropuerto de Gander. 256 pasajeros murieron, la causa del accidente fue atribuida a la acumulación de hielo en las alas y al sobrepeso.
- El 7 de junio de 1989, el vuelo 764 de Surinam Airways, un DC-8-62 proveniente del Aeropuerto de Ámsterdam-Schiphol se estrelló en la aproximación al Aeropuerto Internacional Johan Adolf Pengel de Paramaribo. El desastre fue el peor de la historia de Surinam, con 176 víctimas, de las 187 personas a bordo.
- El 11 de julio de 1991, el vuelo 2120 de Nigeria Airways, un DC-8-61, se estrelló en el Aeropuerto Internacional Rey Abdulaziz de Jeddah, en Arabia Saudita, falleciendo sus 14 tripulantes y 247 pasajeros en el accidente. La causa del accidente se atribuyó al incendio de los neumáticos del tren de aterrizaje, uno de los cuales tenía 11 bares de presión cuando el límite de seguridad mínimo era de 12,6 bares; esto aunado al largo carreteo al que se sometió, causó que reventaran, contactando la llanta contra la pista, recalentándose, incendiándose y que al subir el tren de aterrizaje, el fuego consumiera al avión por completo.
- El  15 de febrero de 1992, El vuelo 805 de Air Transport International fue un vuelo de carga nacional programado regularmente desde el Aeropuerto Internacional de Seattle al Aeropuerto de Toledo Express operado por Burlington Air Express. El 15 de febrero de 1992, el Douglas DC-8 que operaba el vuelo se estrelló durante un segundo intento de una aproximación fallida en el Aeropuerto Toledo Express, matando a las cuatro personas a bordo.[61][62]
- El 18 de febrero de 1993, el vuelo 808 de American International Airways (Kalitta Air desde 2000) se estrelló al momento de aterrizar en la Base Naval de Guantánamo, en Cuba. Sus tres tripulantes a bordo sobrevivieron, aunque con graves heridas, gracias a que en el impacto la cabina salió arrojada de los demás restos que inmediatamente se incendiaron. La causa del accidente se atribuyó a la fatiga de los pilotos sumado a la decisión de hacer la aproximación complicada, habiendo una opción más fácil disponible.
- El 16 de febrero de 1995, el vuelo 782 de Air Transport International (un vuelo ferry desde el Aeropuerto Internacional de Kansas City, Misuri, hasta el Aeropuerto Metropolitano de Westover, Massachusetts) era realizado por un Douglas DC-8-63. La aeronave no pudo despegar de Kansas City, se salió de la pista y se estrelló. Los tres miembros de la tripulación de vuelo murieron;[63] el accidente se debió al error de los pilotos al no seguir los procedimientos de despegue con sólo 3 motores y las deficiencias en la supervisión de la FAA respecto al descanso de las tripulaciones.
- El 4 de febrero de 1996, un DC-8-55F matriculado HK-3979 de Líneas Aéreas del Caribe (LAC), había llegado de Barranquilla al Aeropuerto Internacional Silvio Pettirossi, a tempranas horas, con 29 240 kg de carga, consistente principalmente en productos electrónicos y un lujoso automóvil, en un vuelo fletado por la empresa Alas Paraguayas. A las 10:00, se procedió a la descarga del mismo. A las 14:11, el DC-8 despegó vacío del Aeropuerto Internacional Silvio Pettirossi de Asunción, con destino a Campinhas, São Paulo. Estaba tripulado por el comandante José Muñoz, el copiloto José Karfp, el ingeniero de vuelo Hernando Sánchez y llevaba al pasajero Armando Rojas Pantoja. Al minuto de vuelo, mientras sobrevolaba la ciudad de Mariano Roque Alonso, el avión se desplomó violentamente sobre unas casas y una cancha de deportes, matando instantáneamente a 18 personas en tierra y a sus cuatro tripulantes, en lo que se dio en llamar la peor tragedia aérea en la historia de la aviación comercial paraguaya. Se supo después que quien despegó el aparato fue el copiloto y en pleno ascenso, el capitán Muñoz, supuestamente para poner a prueba a Karfp, disminuyó la potencia primeramente de uno de los motores, y luego de otro, dejando al avión con solo dos motores a máxima potencia, lo que produjo la pérdida de velocidad y la posterior pérdida de sustentación, los que sumados a ciertos procedimientos de emergencia incorrectos, produjeron la pérdida del control de la aeronave y la caída de la misma, con el resultado ya descrito.
- El 21 de enero de 2018, un DC-8-73F matriculado OB-2059P de Sky Bus SAC se encontraba en el Aeropuerto Internacional José María Córdova, cuando realizó peligrosamente el procedimiento de despegue estando muy próximo a salirse de la cabecera de la pista 01 y estrellarse en un cerro cercano.

## Especificaciones
|                                       | DC-8-11/12                                   | DC-8-32                                          | DC-8-52                                               | DC-8-61                                      | DC-8-62                                      | DC-8-63                                      |
| ------------------------------------- | -------------------------------------------- | ------------------------------------------------ | ----------------------------------------------------- | -------------------------------------------- | -------------------------------------------- | -------------------------------------------- |
| Tripulación en la cabina (del piloto) | Tres (Piloto, copiloto e ingeniero de vuelo) | Tres (Piloto, copiloto e ingeniero de vuelo)     | Tres (Piloto, copiloto e ingeniero de vuelo)          | Tres (Piloto, copiloto e ingeniero de vuelo) | Tres (Piloto, copiloto e ingeniero de vuelo) | Tres (Piloto, copiloto e ingeniero de vuelo) |
| Pasajeros                             | 176 (1 clase) 124 (2 clases)                 | 176 (una clase económica 124 (dos clases)        | 189 (1 clase) 141 (2 clases)                          | 259 (1 clase) 180 (2 clases)                 | 189 (1 clase) 141 (2 clases)                 | 259 (1 clase) 180 (2 clases)                 |
| Longitud                              |                                              | 45,87 m                                          |                                                       |                                              | 48,0 m                                       |                                              |
| Envergadura                           |                                              | 43,41 m                                          |                                                       |                                              |                                              |                                              |
| Altura                                |                                              | 13,21 m                                          |                                                       |                                              |                                              |                                              |
| Ancho del fuselaje                    |                                              | 3,73 m                                           | 3,73 m                                                | 3,73 m                                       | 3,73 m                                       | 3,73 m                                       |
| Área o superficie alar                |                                              | 257,4 m²                                         |                                                       |                                              |                                              |                                              |
| Peso vacío                            |                                              | 60 800 kg                                        |                                                       |                                              |                                              |                                              |
| Máximo peso al despegue               |                                              | 140 600 kg                                       |                                                       |                                              |                                              |                                              |
| Motores (4x)                          | turborreactor Pratt & Whitney JT4A-9         | turborreactor Pratt & Whitney JT4A-9, de 74,7 kN | turbofán JT3D-1 o Pratt & Whitney JT3D-3B de 80.07 kN | turbofán Pratt & Whitney JT3D                | turbofán Pratt & Whitney JT3D                | turbofán Pratt & Whitney JT3D                |
| Velocidad de crucero máxima           | 946 km/h                                     | 946 km/h                                         | 950 km/h                                              | 959 km/h                                     | 959 km/h                                     | 959 km/h                                     |
| Alcance con plena carga               | 3600 nmi (6667 km                            | 4000 nmi (7410 km)                               | 5800 nmi (10 741 km)                                  | 3200 nmi (5926 km)                           | 5200 nmi (9630 km)                           | 4000 nmi (7410 km)                           |
| Carga alar                            |                                              | 546,2 kg/m²                                      |                                                       |                                              |                                              |                                              |
| Relación peso máximo/empuje           |                                              | 0,217                                            |                                                       |                                              |                                              |                                              |

### Series Super 70
|                                  | DC-8-71                                      | DC-8-72                                      | DC-73                                        |
| -------------------------------- | -------------------------------------------- | -------------------------------------------- | -------------------------------------------- |
| Tripulación en cabina del piloto | Tres (piloto, copiloto e ingeniero de vuelo) | Tres (piloto, copiloto e ingeniero de vuelo) | Tres (piloto, copiloto e ingeniero de vuelo) |
| Capacidad de pasajeros           | 259                                          | 189                                          | 259                                          |
| Motores (4x)                     | turbofán CFM International                   | turbofán CFM International                   | turbofán CFM International                   |
| Velocidad de crucero             | >900 km/h                                    | >900 km/h                                    | >900 km/h                                    |
| Alcance                          | 3300 nmi (6110 km)                           | 5300 nmi (9800 km)                           | 4500 nmi (8330 km)                           |

## Aeronaves relacionadas

### Desarrollos relacionados
- Douglas DC-9

### Aeronaves similares
- Shanghai Y-10
- Boeing 707
- Convair 990
- De Havilland Comet
- Vickers VC10
- Ilyushin Il-62
- Tupolev Tu-114

### Secuencias de designación
- Aviones comerciales de Douglas Aircraft Company: ← DC-5 - DC-6 - DC-7 - DC-8 - DC-9 - DC-10
- Secuencia C-_ (Aviones de carga estadounidenses, 1962-presente): ← C-21 - C-22 - C-23 - C-24 - C-25 - C-26 - C-27/J →
- Secuencia T._ (Aeronaves de Transporte del Ejército del Aire español, 1978-presente): ← T/TK.10 - TM.11 - TR/T/TE/TM.12 - T.15 - T.16 - T/TK/TM.17 - T.18 →